# Idea esanga
Idea esanga är en fjärilsart som beskrevs av Hans Fruhstorfer 1898. Idea esanga ingår i släktet Idea och familjen praktfjärilar. Inga underarter finns listade i Catalogue of Life.